# كأس اليونان 1959–60
كأس اليونان 1959–60 (باليونانية: Κύπελλο Ελλάδος ποδοσφαίρου ανδρών 1959-60) هو الموسم 18 من كأس اليونان. أشرف على تنظيمه الاتحاد الإغريقي لكرة القدم، وفاز فيه نادي أولمبياكوس.